# Navafría (Valdefresno)
Navafría es una localidad española, perteneciente al municipio de Valdefresno, en la provincia de León y la comarca de La Sobarriba, en la Comunidad Autónoma de Castilla y León.
Los terrenos de Navafría limitan con los de Solanilla al norte, Secos del Condado al noreste, Santa Olaja de Porma al este, Santibáñez de Porma al sureste, Paradilla de la Sobarriba y Villaseca de la Sobarriba al suroeste, Valdefresno y Tendal al oeste y Villacil al noroeste.
Perteneció a la antigua Hermandad de La Sobarriba.
Presenta una orografía suave. No obstante, destacan pequeñas elevaciones bordeando el núcleo urbano: El Jano (885 m), El Alto del Talayón (882 m), El Truébano (892 m), La Figal (881 m),... 

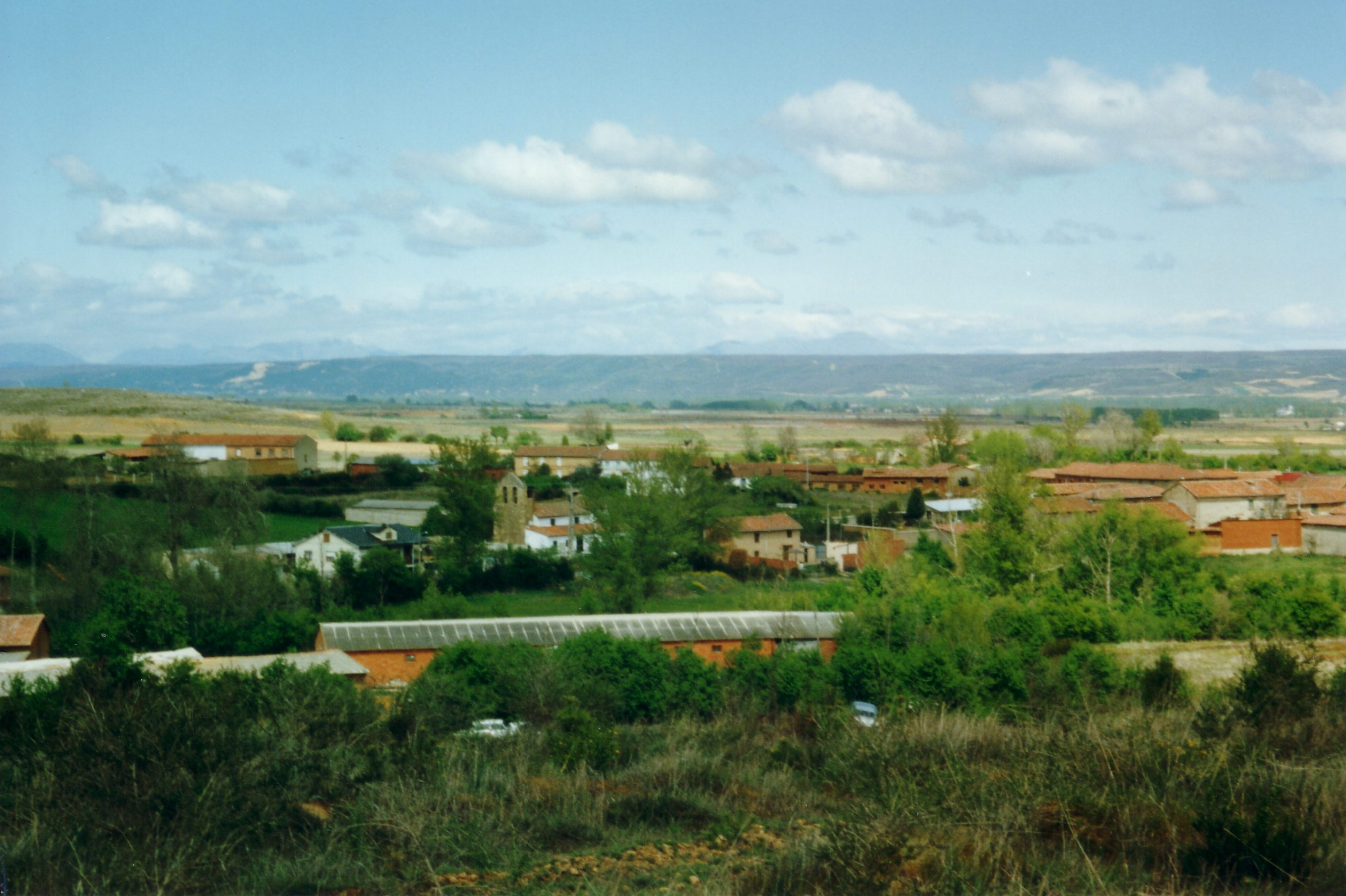
Vista de Navafría de la Sobarriba, desde El Jano.

Sus fiestas patronales se celebran en La Ascensión y en San Martín, este último, el 11 de noviembre. 
Respecto a San Martín de Tours, cuenta la leyenda que partió su capa en dos mitades, para compartirla con un pobre aterido de frío. Y de ahí proviene el término capilla, diminutivo de capa, al ser solo la mitad de la tela, y que se ha asociado a los lugares pequeños de oración, al igual que se le asignó al lugar donde se conservaba la media capa de San Martín, en el palacio de los reyes de Francia. 

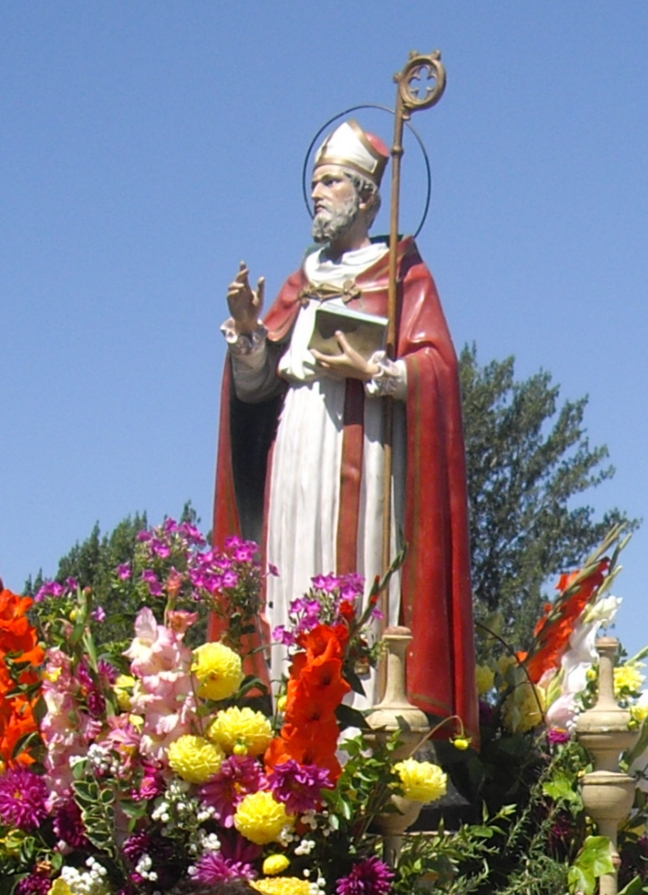
Imagen de San Martín, Navafría de la Sobarriba

Su iglesia, aunque reformada, aún conserva la espadaña originaria, del siglo XVIII. Y en su interior, deslumbra un grandioso retablo barroco, de forma semiovalada.

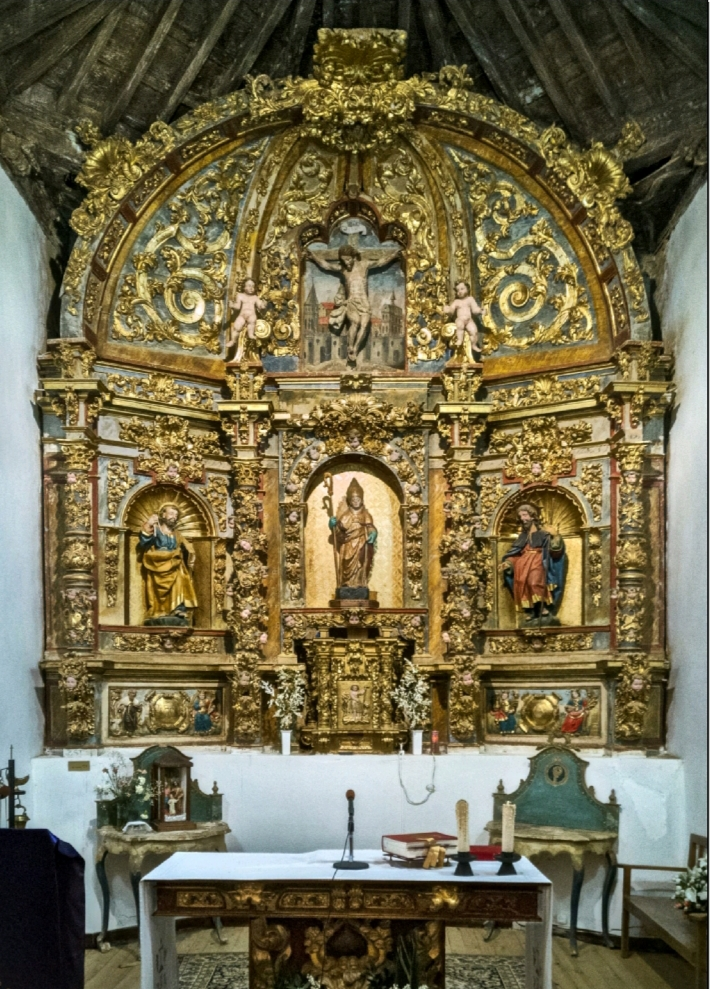
Retablo de la iglesia parroquial de Navafría de la Sobarriba, León

Uno de los mayores tesoros de esta localidad, se corresponde con su pendón, de en torno al año 1.680. Esta es una tradición muy arraigada en toda la provincia de León, contando Navafría con una fantástica tela pendonil, muy bien conservada.

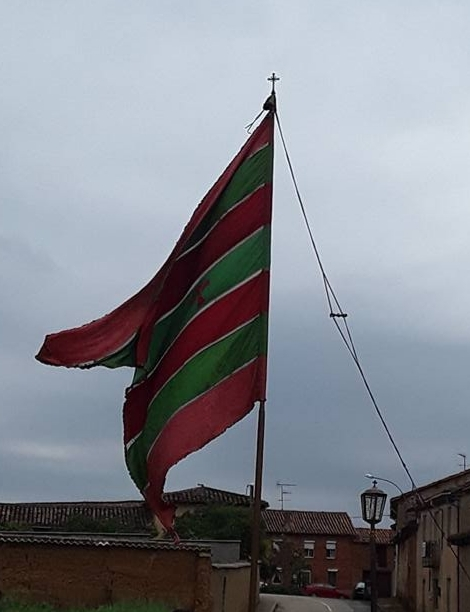
Pendón de Navafría de la Sobarriba

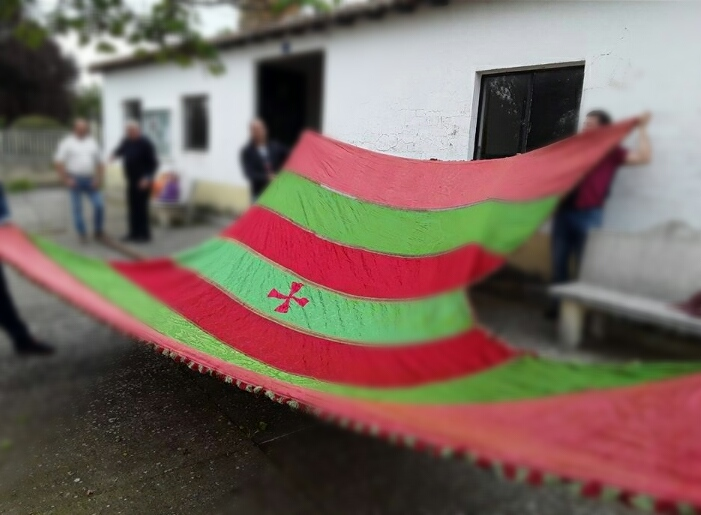
Tela del Pendón de Navafría de la Sobarriba, León.

Desde el año 2017, la localidad cuenta con la Asociación Cultural La Figal de Navafría, que tiene entre sus objetivos la activación cultural de la localidad, el fomento de la protección y conservación del entorno natural así como el mantenimiento de las tradiciones y deportes populares de la comarca.

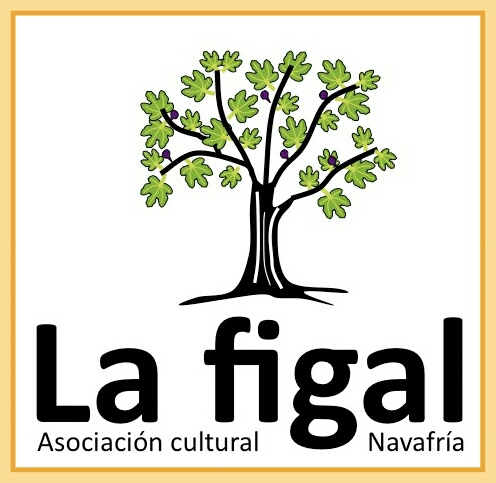

De gran importancia son también las innumerables fuentes repartidas por todo el territorio de Navafría: Valdoque, El Caño, Cubillo, La Tejera, El Truébano, Villaciélama, La Huelga del Fenal, ...

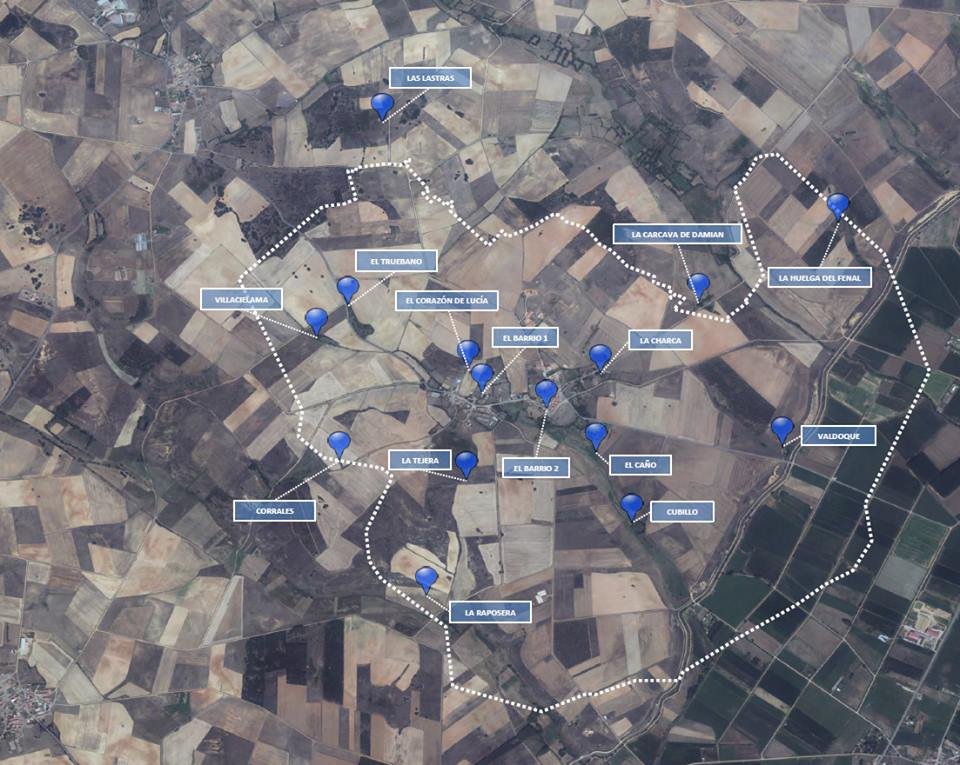
Fuentes naturales de Navafría de la Sobarriba